# 超人再起
《超人归来》（英語：Superman Returns）是一部於2006年上映的美國超級英雄電影，劇情根據DC漫畫公司的科幻漫畫角色超人故事改編。該片作為《超人》（1978年）和《超人II》（1980年）的致敬續集，而忽略了《超人III》及《超人IV：寻求和平》的事件。為布萊恩·辛格執導，布蘭登·劳斯、凱特·柏絲沃、伊娃·瑪莉亞·桑特、马龙·白兰度（數位演出）主演。劇本由麥可·道格堤和丹·哈里斯撰寫。
電影從2005年2月開始拍攝，並在2006年6月28日上映（美國、台灣等部份地區），布萊恩·辛格表示，最初兩集由克里斯托弗·里夫演出的電影中，角色模糊的連貫性，讓電影故事有了更大的發揮空間。此外，在這次的電影中，使用了電腦運算科技，將已故演員馬龍·白蘭度飾演的超人父親喬·愛爾（Jor-El）的片段重新製作並運用在電影中。
和電影一起發行的一部紀錄片－《仰望天際：超人不可思議的故事》，描述涵蓋了過去超人系列的歷史，並加入來自布萊恩·辛格以及過去其他演員、導演、編劇、藝術家，以及影迷的觀點。

## 劇情
故事描述超人的頭號宿敵雷克斯計劃消滅超人的超能力，而超人也終於認清一個令他傷心欲絕的事實，那就是他最愛的女人露薏絲已經不再愛他，決定永遠消失在他的生命中，或者仍有挽回的機會？
超人重返地球後，除了想要再度拉近他和露薏絲之間的距離之外，也要試著活在一個早已學會不需要他的世界生活。但是在地球發生危機時，超人必須保護這個他熱愛的世界不被壞人摧毀，於是他踏上一場前所未見的冒險歷程，從最深的海底一直到最遙遠的外太空，試圖尋找自己存在的意義。

## 演員
- 布蘭登·劳斯 飾演 克拉克·肯特 / 超人：氪星的超級英雄，偽裝成一名記者。導演辛格相信只有一名未出名的演員能勝任該角色[6]。勞斯從美國、英國、加拿大與澳大利亞中，千萬位電話選角的候選人中脫穎而出[7]。碰巧的是，他曾在電視連續劇《超人前傳》中為超人試鏡；但敗給了湯姆·威靈。勞斯還見到了《超人飛越》預製時期的導演喬瑟夫·麥克吉帝·尼克爾。克里斯多福·李維的妻子戴娜·李維（英语：Dana Reeve），認為勞斯的身材與她已故丈夫的身材相似[8]。為了鍛鍊強健的體魄，令人信服的飾演超人，勞斯經歷了嚴格的體能鍛鍊[9]。在勞斯之前，《X戰警2》的演員丹尼爾·寇德摩爾也曾為超人試鏡[10]。
  - 史蒂芬·班德 飾演 克拉克·肯特 / 超人：15歲時的肯特。
- 凱特·柏絲沃 飾演 露易絲·蓮恩：在《星球日報》與克拉克·肯特共事的記者，超人的前情人。
- 凱文·史貝西 飾演 雷克斯·路瑟：一個邪惡的反社會者，擁有龐大的資源及廣泛的科學知識，超人的宿敵。
- 詹姆斯·馬斯登 飾演 理查·懷特：《星球日報》的主編，派瑞·懷特的姪子，露易絲·蓮恩的未婚夫。
- 帕克·波西 飾演 凱蒂·柯瓦斯基：雷克斯·路瑟的女友。該角色是基於1978年電影中，由華拉莉·柏蓮所飾演的瑪查小姐[11]。
- 马龙·白兰度 飾演 喬·愛爾：超人的親生父親。
- 特里斯坦·雷克·勒布（英语：Tristan Lake Leabu） 飾演 傑森·懷特：露易絲·蓮恩和超人的兒子。
- 法蘭克·蘭吉拉 飾演 派瑞·懷特：《星球日報》的編輯。而原本是由休·羅利擔任該角[12]。
- 山姆·亨亭頓 飾演 吉米·奧爾森：《星球日報》攝影師。
- 伊娃·瑪莉·桑特 飾演 瑪莎·肯特（英语：Jonathan and Martha Kent）：克拉克·肯特的養母。
- 凱爾·潘 飾演 史丹佛：路瑟的心腹之一。
- 傑克·拉森（英语：Jack Larson） 飾演 波：調酒師。他曾在20世紀50年代的電視劇《超人歷險（英语：Adventures of Superman (TV series)）》中出演吉米·奧爾森，客串於電影中。
- 諾伊爾·尼伊爾（英语：Noel Neill） 飾演 葛楚德·范德沃斯：路瑟的年老妻子。尼伊爾曾在電視連續劇《超人（英语：Superman (serial)）》（1948年）和《原子人大戰超人（英语：Atom Man vs. Superman）》（1950年）中飾演露易絲·蓮恩。
- 伊恩·羅伯茨（英语：Ian Roberts (rugby league)） 飾演 萊利[13]：路瑟的心腹之一。

## 發行
布萊恩·辛格說服華納兄弟不要用試映會來實驗。辛格向他一些「值得信任的同事」展示後，從《超人再起》中剪掉了15分鐘的片段。而最後電影片長為154分鐘。華納兄弟最初的發行日期定在2006年6月30日星期五發行，但後來提前至6月28日星期三。

### 評價
《超人再起》收穫了普遍影評人的好評。根據爛蕃茄上收集的267篇專業影評文章，其中199篇給出了「新鮮」的正面評價，「新鮮度」為75%，平均得分7分（滿分10分），而基於另一影評網站Metacritic上的40篇評論文章，其中29篇予以好評，0篇差評，11篇褒貶不一，平均分為72（滿分100）。
《時代》雜誌的理察·科利斯稱讚了《超人再起》；表示該片為最好的超級英雄電影之一。此外，他還對辛格的導演能力及劇情感到印象深刻。電影在由帝國雜誌評選的「有史以來最偉大的500部電影」中，名列第496名。

### 票房
電影在美國和加拿大的4,065個劇院上映。首映週末收穫52,535,096美元位居第一。五天之內，《超人再起》總計票房8,420萬美元，創下了華納兄弟的新紀錄；超越《駭客任務完結篇：最後戰役》（2003年），而在那之後則被《黑暗騎士》（2008年）擊敗。北美的票房總計為200,081,192美元，其他地區1.91億美元，全球收穫391,081,192美元。在美國，《超人再起》於2006年電影票房排行中名列第六；全球範圍則排第九。

### 榮譽
電影獲提名奧斯卡最佳視覺效果獎以及英國電影學院獎的最佳特殊視覺效果獎，但皆敗給《神鬼奇航2：加勒比海盜》。此外，《超人再起》於第33屆土星獎上十分成功，榮獲最佳奇幻電影，提名最佳導演（布萊恩·辛格）、男主角（布蘭登·勞斯）、編劇（麥可·道格堤與丹·哈里斯）、音樂（約翰·奧特曼）、女主角（凱特·柏絲沃）、年輕演員（特里斯坦·雷克·勒布）、男配角（詹姆斯·馬斯登）、女配角（帕克·波西）以及最佳特別效果。然而，柏絲沃也被提名金酸莓獎的最差女配角。
- 第79屆奧斯卡金像獎
  - 最佳視覺效果：馬克·斯泰森、尼爾·科博爾德（英语：Neil Corbould）、理察·R·胡佛（英语：Richard R. Hoover）和喬恩·圖姆（英语：Jon Thum）（提名）
- 第33屆土星獎
  - 最佳奇幻電影（獲獎）
  - 最佳導演（英语：Saturn Award for Best Director）：布萊恩·辛格（提名）
  - 最佳男主角（英语：Saturn Award for Best Actor）：布蘭登·勞斯（提名）
  - 最佳編劇（英语：Saturn Award for Best Writing）：麥可·道格堤和丹·哈里斯（提名）
  - 最佳音樂（英语：Saturn Award for Best Music）：約翰·奧特曼（提名）
  - 最佳女主角（英语：Saturn Award for Best Actress）：凱特·柏絲沃（提名）
  - 最佳年輕演員（英语：Saturn Award for Best Performance by a Younger Actor）：特里斯坦·雷克·勒布（提名）
  - 最佳男配角（英语：Saturn Award for Best Supporting Actor）：詹姆斯·馬斯登（提名）
  - 最佳女配角（英语：Saturn Award for Best Supporting Actress）：帕克·波西（提名）
  - 最佳特別效果（英语：Saturn Award for Best Special Effects）：馬克·斯泰森、尼爾·科博爾德、理察·R·胡佛和喬恩·圖姆（提名）
- 第60屆（英语：60th British Academy Film Awards）英國電影學院獎
  - 最佳特殊視覺效果（英语：BAFTA Award for Best Special Visual Effects）：馬克·斯泰森、尼爾·科博爾德、理察·R·胡佛和喬恩·圖姆（提名）

## 相關作品
布蘭登·勞斯飾演的「超人」克拉克·肯特出現於2019年綠箭宇宙連動交叉集《無限地球危機》。此版本的超人設定在96號地球（Earth-96），劇情接續電影之後超人遭遇天國降臨的事件。

## 外部連結
- 官方网站
- 互联网电影数据库（IMDb）上《超人再起》的资料（英文）
- 爛番茄上《超人再起》的資料（英文）
- Box Office Mojo上《超人再起》的資料（英文）
- Metacritic上《超人再起》的資料（英文）
- AllMovie上《超人再起》的资料（英文）
- 開眼電影網上《超人再起》的資料（繁體中文）
- Yahoo奇摩電影上《超人再起》的資料（繁體中文）
- 时光网上《超人再起》的資料（简体中文）
- 豆瓣电影上《超人再起》的資料 （简体中文）